# هاكاما
الهاكاما (باليابانية: 袴) هو نوع من أنواع الملابس اليابانية التقليدية. كان الهاكاما يلبس فقط من قبل الرجال، لكن اليوم ترتديه النساء والرجال على حد سواء.
الهاكاما هو لباس للنصف السفلي من الجسم، حيث يربط عند الخصر بواسطة أربع حبال مثبتة به بالإضافة لتثبيته على أوبي من الخلف.
هناك نوعين للهاكاما:
- أومانوري (馬乗り) : ويعني «ركوب الخيل» ويكون مقسماً إلى رجلين تماماً مثل البنطال
- أندون باكاما (行灯袴) : هو هاكاما غير مفصول عند القدمين.

عادة ما يلبس الهاكاما بالترافق مع الكيمونو أو أثناء ممارسة الفنون القتالية اليابانية مثل الكيودو الأيكيدو أو الكيندو وغيرها.

## معرض صور

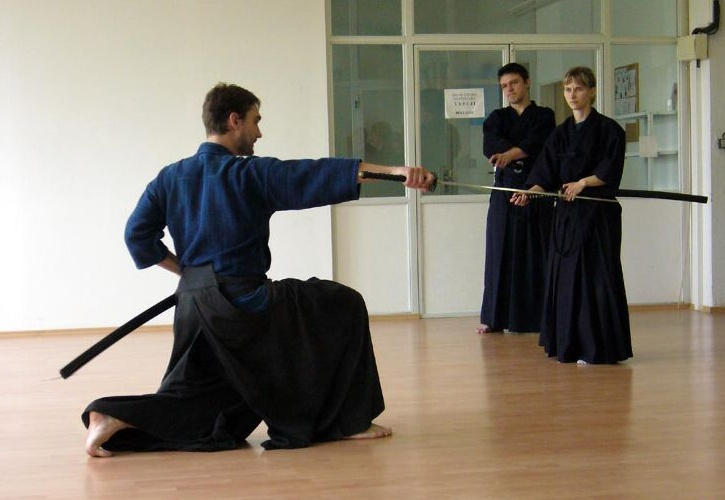
بنطال الهاكاما في الفنون القتالية
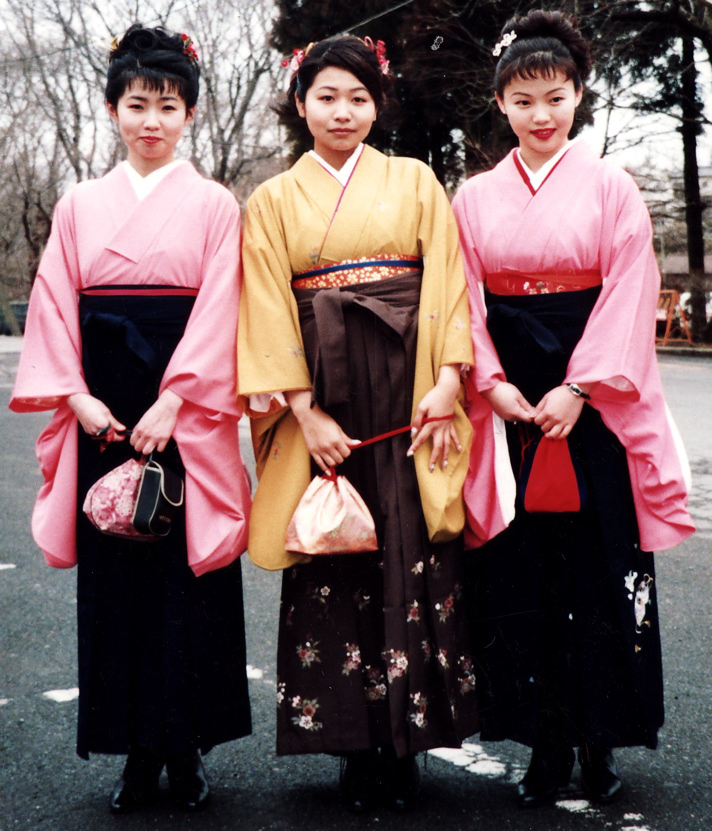
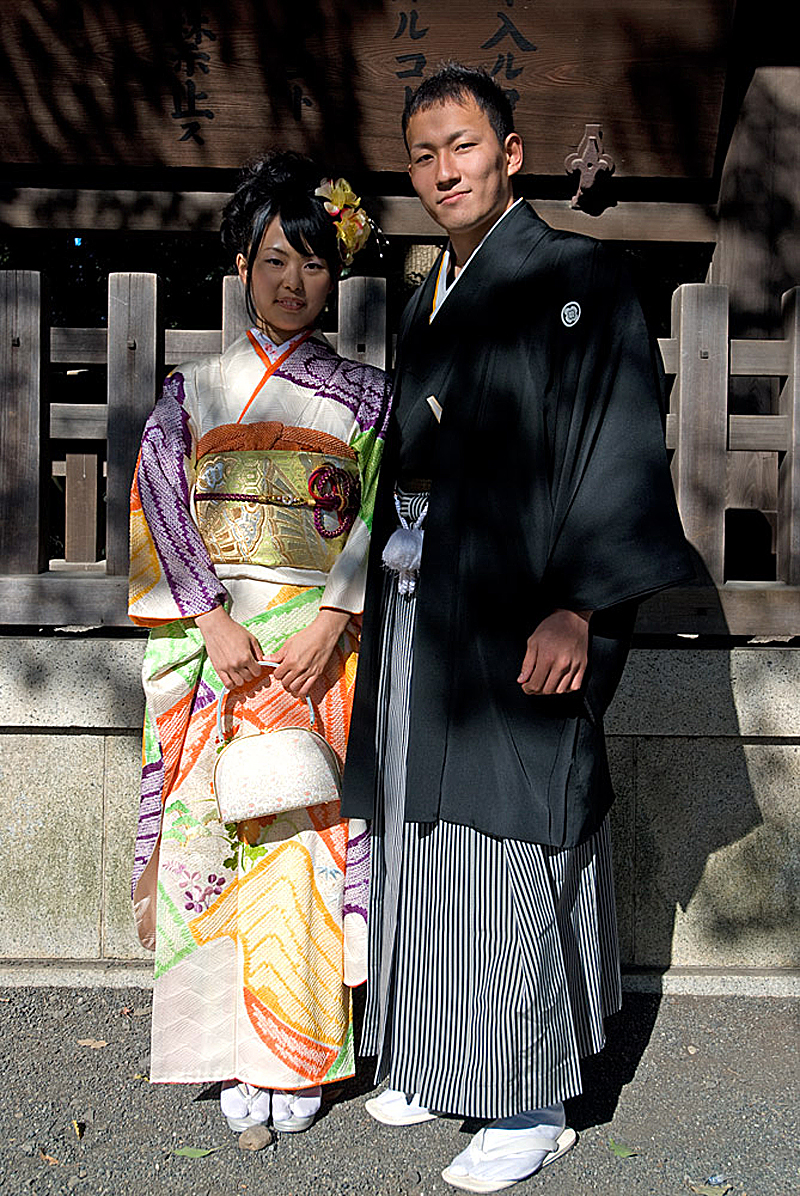
يرتدى الهاكاما أيضا في حفلات الزواج اليابانية
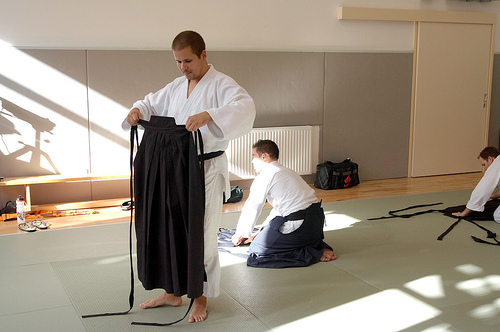
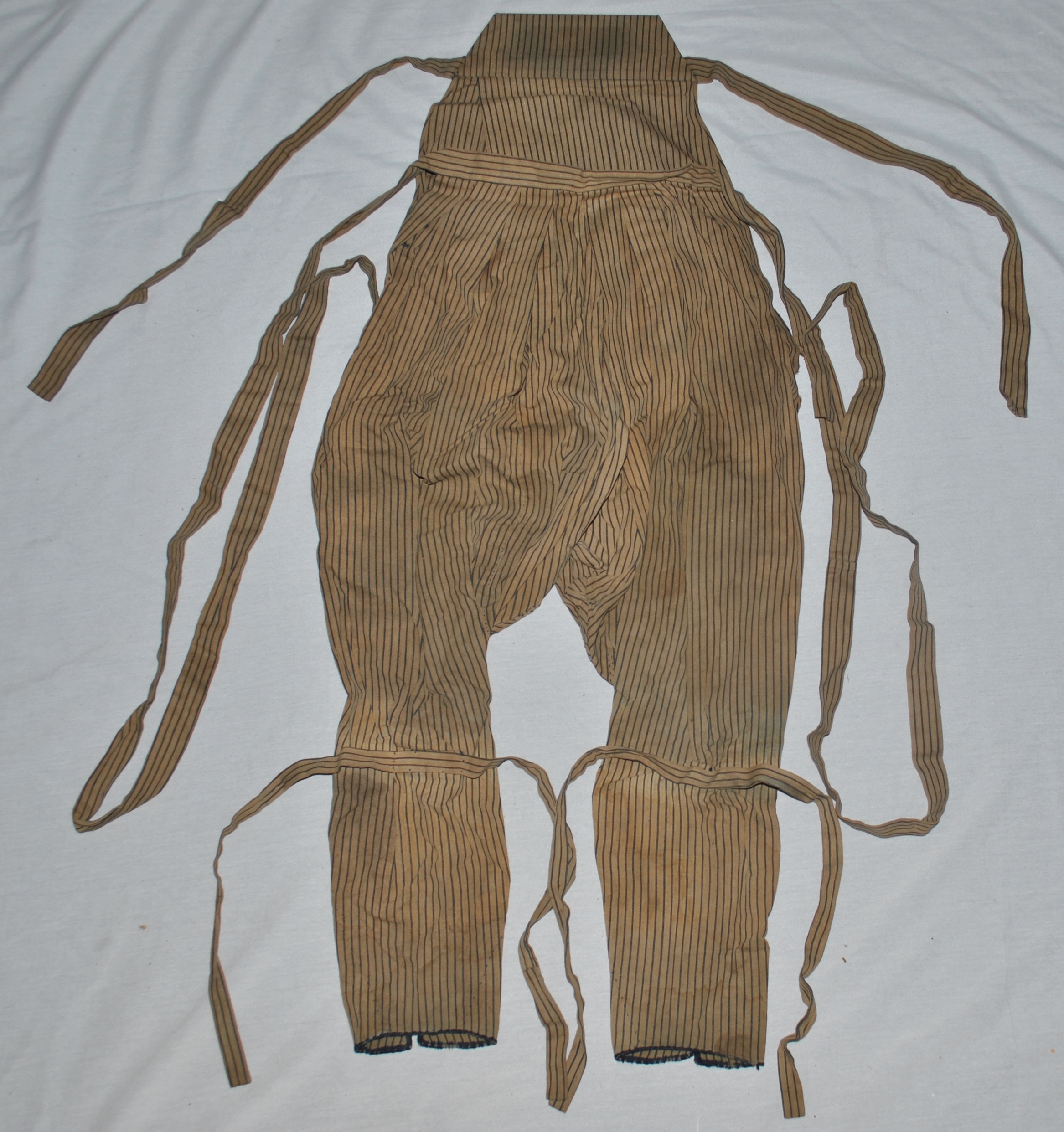
هاكاما قديم يعود للساموراي الياباني
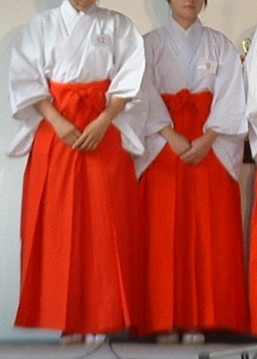
هيهاكاما